# Union socialiste arabe (Égypte)
Pour les articles homonymes, voir Union socialiste arabe.
L'Union socialiste arabe (en arabe : الاتّحاد الاشتراكى العربى, al-Ittiḥād al-Ištirākī 'l-ʿArabī) était un parti fondé en Égypte, en 1962, par Gamal Abdel Nasser. L'Union socialiste arabe égyptienne a directement inspiré  dans le monde arabe plusieurs autres partis politiques se réclamant du nassérisme, et avec lesquels il était lié par des alliances plus ou moins étroites.

## Historique
Au moment de l'union de l'Égypte et de la Syrie au sein de la République arabe unie en 1958, le président égyptien Gamal Abdel Nasser tente de consolider son régime en fondant une organisation politique de masse, l'Union nationale. La sécession de la Syrie en 1961 convainc Nasser de remplacer l'Union nationale par un nouveau mouvement, destiné à incarner spécifiquement le socialisme arabe. L'Union socialiste arabe (USA) est fondée en décembre 1962 par le président Gamal Abdel Nasser à partir du mouvement des officiers libres. La création du parti, destiné à être le parti unique de l'Égypte, n'était qu'une partie de la Charte nationale définie par Nasser, laquelle prévoyait un programme de nationalisations, de réforme agraire, et une réforme constitutionnelle. L'orientation politique de l'Union socialiste arabe égyptienne se fonde sur plusieurs bases : le contrôle étatique sur l'économie nationale, le panarabisme, le refus de la lutte des classes perçue comme incompatible avec le socialisme arabe, et la liberté religieuse. La proclamation constitutionnelle de 1964 présente l'Union socialiste arabe comme l'« instance de représentation du peuple ». Les communistes égyptiens rejoignent le parti à partir de 1965. 

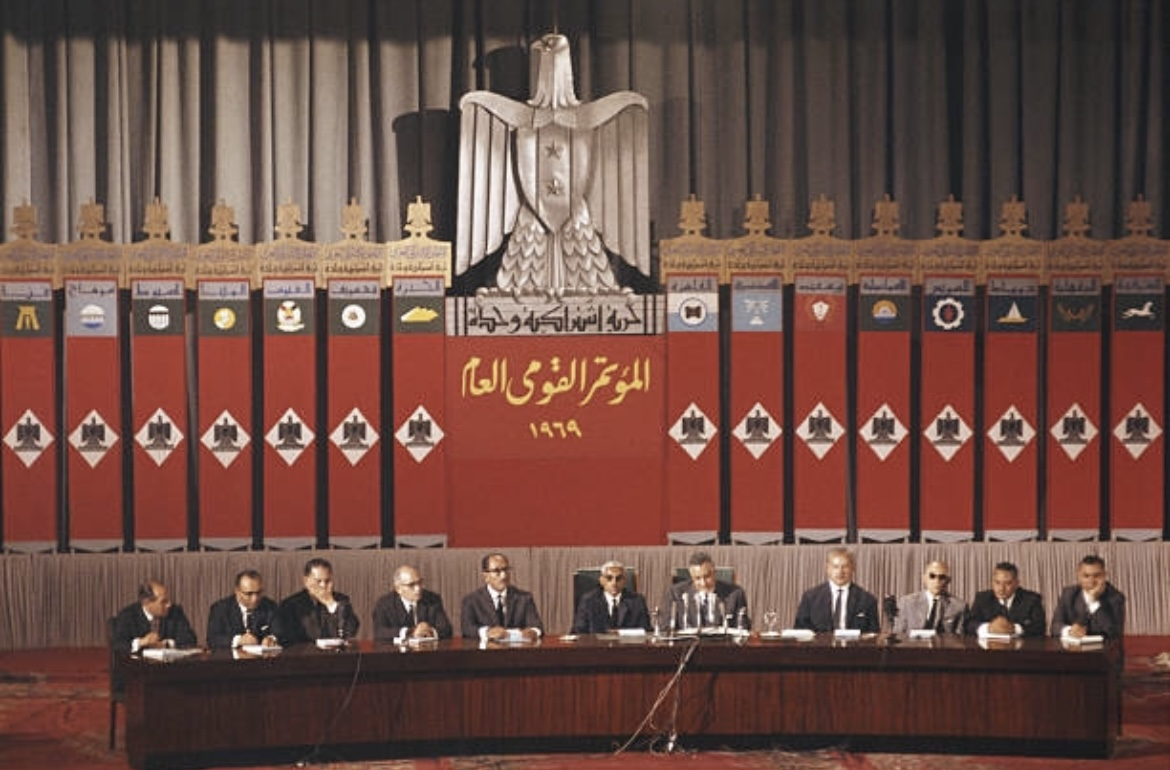
Assemblée nationale en 1969

Divers groupes se réclamant du nassérisme prennent le nom d'Union socialiste arabe : le président irakien Abdel Salam Aref crée en 1964 l'Union socialiste arabe irakienne, étroitement inspirée du parti de Nasser ; la même année, des opposants syriens au Parti Baas créent la version syrienne du mouvement. L'Union socialiste arabe libyenne ne sera fondée qu'en 1971 par Mouammar Kadhafi, à une époque où ce dernier s'inspire fortement de Nasser. 
La guerre des Six Jours en 1967 laisse l'Égypte dans un état de tumulte politique, et les demandes de réformes démocratiques se font plus pressantes. Après la mort de Nasser en 1970, son successeur Anouar el-Sadate poursuit une politique réformatrice, qui vise également à renouveler l'Union socialiste arabe. La nouvelle constitution de 1971 affirme le principe du multipartisme. En 1975, les « tribunes » (ou forums) politiques, destinés à exprimer les différentes tendances, sont autorisés au sein de l'USA : l'année suivante, trois tribunes sont officiellement constitués, pour représenter les tendances de droite, de centre-gauche et de gauche. Le 22 novembre 1976, devant le parlement égyptien, Sadate proclame la constitution des tribunes en tant que partis politiques. Une loi du 2 juillet 1977 autorise explicitement le multipartisme en Égypte. Sadate fonde en 1978 le Parti national démocratique, qui remplace l'Union socialiste arabe en tant que parti de gouvernement.

## Idéologie et factions internes
L'Union Socialiste Arabe vise à ce moment-là et reflétait ce qui suit :
- L'État devrait exercer un contrôle sur l'économie nationale et le secteur public devrait créer des institutions pour entreprendre le processus de développement.

- Le nationalisme arabe et le panarabisme doivent être poursuivis.

- Engagement en faveur du développement du socialisme arabe.

- L’État doit être responsable devant le peuple et fonctionner comme une démocratie.

- L’engagement envers la religion et la liberté de foi et de culte sont essentiels.

La nature de l'USA (un parti populiste attrape-tout) a permis la formation de trois factions dans les années 1970 qui représentaient les différentes âmes du parti, à savoir l'Organisation socialiste libérale de droite (libérale économique et libérale islamique) ; l'Organisation socialiste arabe centriste (socialiste islamique) et l' Organisation Tagammu de gauche (progressiste, populiste et nationaliste).